# 蘇河 (愛荷華州)
蘇河（英語：River Sioux）是位於美國愛荷華州哈里森縣的一個人口普查指定地區。

## 人口
根據2010年美國人口普查的數據，蘇河的面積為0.99平方千米，當中陸地面積為0.99平方千米，而水域面積為0.00平方千米。當地共有人口59人，而人口密度為每平方千米59.6人。